# 杜鹃短腺吸虫
杜鹃短腺吸虫（学名：Brachylecithum cuculi）为双腔科短腺属的动物。分布于苏联远东以及中国大陆的云南等地，营寄生生活，终末宿主大杜鹃的肝脏。